# Пенлай (місто)
Пенлай (кит. 蓬莱市, пін. Pénglái shì, Пенлай-ши, «місто Пенлай») — міський район в китайській провінції Шаньдун, центр округу Яньтай. Розташоване в північно-західній частині півострова Шаньдун на південному узбережжі Бохайської затоки (Бохайвань). Відоме своїми міражами, які спостерігаються на морі в травні—червні.

## Цікаві факти
- Пенлай — місце народження засновника журналу «Тайм» Генрі Люса (1898—1967) та першого китайця, що з'явився на обкладинці цього журналу — військового правителя У Пэйфу (1874—1939).
- Тут відбуваються основні події надважливого для даосизму циклу легенд про Вісім Безсмертних.
- Попередні назви міста Пенлай — Денчжоу та Ченчоу.

1. ↑  国务院第七次全国人口普查领导小组办公室 中国人口普查分县资料—2020 — 北京市: 中国统计出版社, 2022. — 983 с. — ISBN 978-7-5037-9772-9